# Phosphorus virescens
Phosphorus virescens är en skalbaggsart som först beskrevs av Guillaume-Antoine Olivier 1795.  Phosphorus virescens ingår i släktet Phosphorus och familjen långhorningar.
Artens utbredningsområde är:
- Angola.
- Benin.
- Gabon.
- Ghana.
- Liberia.
- Nigeria.
- Sierra Leone.
- Togo.

Inga underarter finns listade i Catalogue of Life.

## Bildgalleri

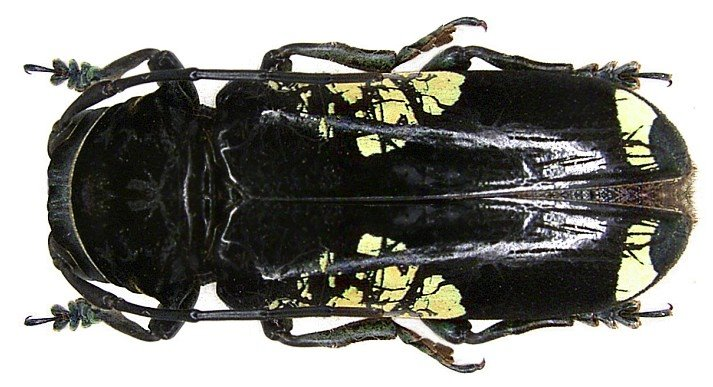